# Virgínia Amposta Amposta
Virgínia Amposta Amposta (el Pinell de Brai, Terra Alta, 2 d'abril de 1903 - Barcelona, 8 d'agost de 1939) fou una sindicalista i mestra catalana, vinculada a Sant Vicenç dels Horts i Viladecans.

## Biografia
Virgínia Amposta fou una destacada activista i dirigent política i sindical, molt ideologitzada, i que va tenir una important presència i visibilitat pública, a nivell local, tant al Pinell de Brai, com a Sant Vicenç dels Horts –a començaments de la Revolució–, i, posteriorment a Viladecans, fins a inicis de 1939.
El 10 d'agost de 1936, Virgínia Amposta es representant del Comitè de Defensa i Control de Sant Vicenç dels Horts. Concretament, Virgínia Amposta seria una de les representants de la Secció d'Oficis Varis del sindicat UGT. El 3 d'agost de 1936, signa un document com a representant del Comitè de Proveïments de la localitat, al mateix temps que ho va fer el seu company i també sindicalista Adolf Casé Pitarque. Juntament amb ell, Virgínia Amposta va passar a residir a Viladecans, a partir del mes d'octubre de 1936. Allà va seguir amb les seves activitats sindicals on actuà com articulista en el butlletí local de la CNT. També va ser nomenada mestra en l'escola unificada de Viladecans, des del 1937.
El 25 de gener de 1939 les tropes franquistes van entrar en la vila on residia. Allà va ser detinguda per la Falange de Sant Vicenç i fou traslladada primer a Molins de Rei i després a la presó de l'Hospitalet de Llobregat. Al mes de març se li va fer, amb 20 encausats més, un judici sumaríssim en què va ser condemnada a mort. Traslladada a la presó de dones de les Corts, finalment fou afusellada, juntament amb el seu company, Adolf Casé Pitarque, al parapet del Camp de la Bóta, el 8 d'agost de 1939.
De Virgínia Amposta, en desconeixem els esdeveniments més destacats de la seva època d'infantesa i joventut, i la majoria dels fets que van emmarcar les trajectòries materials i personals dels seus pares i dels seus germans.

## Reconeixement i memòria
El seu cos fou enterrat al cementiri del Fossar de la Pedrera de Montjuïc. Un memorial bastit allà, després del franquisme, recorda el seu nom i el de molts altres enterrats en aquell lloc, víctimes de la repressió franquista.
Un carrer de Viladecans porta el seu nom i el del seu company: Amposta-Casé. El nou Centre Cultural i Cívic de Sant Vicenç dels Horts s'anomena Virgínia Amposta. Un espai destinat a jardí situat entre els carrers de Jaume Fabré i Sant Ramon de Penyafort del districte de Sant Martí, a Barcelona, ha estat denominat amb el nom de Virgínia Amposta.